# Hypsoprorachis bucki
Hypsoprorachis bucki är en insektsart som beskrevs av Albino Morimasa Sakakibara 1974. Hypsoprorachis bucki ingår i släktet Hypsoprorachis och familjen hornstritar. Inga underarter finns listade i Catalogue of Life.